# Trésor regionaal natuurreservaat
Het Trésor regionaal natuurreservaat (Frans: Réserve naturelle régionale Trésor) is een regionaal natuurreservaat in Frans-Guyana, Frankrijk. Het bevindt zich nabij de Moerassen van Kaw-Roura op de flank van de Kawberg. Het reservaat is te bereiken via de D6 van Roura naar Kaw.

## Overzicht
Het Trésor Regionaal Natuurreservaat bevat een variëteit aan ecosystemen waaronder bergbossen, moerasbossen en savannes. De 333 meter hoge Kawberg vormt een obstakel voor de passaat hetgeen leidt tot een hoge luchtvochtigheid wat resulteert in een uitbundig planten- en dierenleven.
Het reservaat bevat meer dan 1.100 plantensoorten, 312 vogelsoorten, 101 zoogdieren en 70 reptielen. In de bossen aan de voet van de berg groeien endemische planten zoals de Vochysia neyratii en de Astrocaryum rodreguiseii.

## Geschiedenis
In 2006 was Cambior (nu: Iamgold) in de regio actief met een controversiële goudmijn. De geplande vernietiging van 30 km² oerbos bij Kamp Caïman leidde tot protesten van de inheemse Palikur en de milieubeweging. In 2008 is het project geannuleerd door president Sarkozy. In 2010 heeft de departementale raad van Frans-Guyana besloten de berg en omgeving te beschermen als een regionaal natuurreservaat.